# اتا کمان
اتا کمان یک ستاره است که در صورت فلکی کمان قرار دارد.